# Festival des Maudits Films
Le Festival des Maudits Films est un festival de cinéma bis, de la série B à la série Z, se déroulant chaque année au mois de janvier à Grenoble et organisé par le Centre Culturel Cinématographique.
Le festival a pour objectif de diffuser des œuvres peu vues, méconnues du grand public ou alternatives aux classiques du cinéma, en privilégiant la projection des films sur pellicule.
Depuis 2020, le festival change d'organisateur et devient Le Maudit Festival.

## Sections
Le festival comprend deux sections principales :
- La rétrospective, dont les projections se déroulent dans la salle municipale Juliet Berto, située en face du Théâtre municipal de Grenoble à proximité immédiate de la place Saint André. La rétrospective se compose : 
  - le mardi : d'une double séance accompagnée d'une rencontre avec un ou plusieurs réalisateurs.
  - le mercredi : d'une séance "ciné-club".
  - le jeudi : d'une double programmation en partenariat avec la Cinémathèque de Grenoble[3].
  - le vendredi : de trois séances (dont une à minuit).
  - le samedi : d'une double programmation "Grindhouse".

Karel Quistrebert, déléguée générale du festival, assure la programmation de la rétrospective. 
- La compétition, inaugurée en 2013, dont les projections se déroulent en centre-ville au cinéma Le Club[4]. Deux prix sont attribués à l'issue de la compétition, l'un par le public, l'autre par un jury de professionnels du cinéma. François Cau, ancien rédacteur en chef du Petit Bulletin de Grenoble, assure la programmation de la compétition.

Plusieurs programmes de courts-métrages sont également proposés. Parmi ces derniers, la compétition des "Courts Maudits" vise à présenter au public des films courts tous genres confondus ayant été peu diffusés (les films sélectionnés doivent en effet justifier d'au moins 5 refus en festivals).

## Événements annexes
Le festival accueille tous les ans le ou les auteurs d'un livre sur le cinéma bis, pour une rencontre et une séance de dédicaces avec le public dans une librairie grenobloise.
Depuis 2014, le Festival des Maudits Films s'associe aussi au cinéma Art et Plaisirs de Voreppe pour une séance hors les murs la semaine précédant le festival.

## Archives

### Edition 2019
El Topo, Soleil de Feu, La chasse du comte Zaroff, Salomé, Cirdus of Fear, Them ! Les monstres attaquent la ville, La revanche de King Kong, Barracuda les machoires de la mort, Massacre à la tronçonneuse 2, Ne coupez pas, Pink Flamingos, Captain Orgazmo

### Edition 2018
Dr Jekyll et Mr Hyde, Beat Street, Péché Mortel, Rues de feu (Les), Halluciné (L'), Frankenhooker, Performance, Angoisse, Meurtre par procuration, Kiss contre les fantômes, Get Crazy, Punisher, Flic ou zombie

### Edition 2017
Thing (The), Retour des morts-vivants (Le), Sixième continent (Le), Troublez-moi ce soir, Griffe de Frankenstein (La), Hitcher, Larry le dingue, Mary la garce, Big Racket, Épouvante sur New York, Dernier face-à-face (Le), Griffes de la nuit (Les), Tobor, the Great, A Gun for Jennifer, DOA : Dead or Alive

### Edition 2016
Le convoi de la peur, C'était demain, Sorgoï Prakov my european dream, Fantasmagorie, Main du diable (La), Hormona, Massacre des vampires (Le), Vampire, vous avez dit vampire ?, Welcome to Leith, Dark Star, Scotland Yard contre X, Retour des tomates tueuses (Le), Autre monde (L'), Made in France, Traqués de l'an 2000 (Les), Megaforce

### Edition 2015
Opération diabolique (L'), Advocate for Fagdom (The), Hustler White, Fièvre, Change pas de main, Dealer, Quand la jungle s'éveille, Retour de la créature du lagon (Le), Samurai (Der), Colline a des yeux (La), Salaire du diable (Le), Gorge profonde, Electric Boogaloo, Catégorie X, Sankukai, les évadés de l'espace, Yor, le chasseur du futur

### Edition 2014
Panic sur Florida Beach, Chop, Perdita Durango, Frankenweenie, Act of Killing (The), Outrage, FP (The), Submersion du Japon (La), King Kong contre Godzilla, Across the River, Effroyable secret du Dr Hichcock (L'), Route de Salina (La), Clowns tueurs venus de l'espace (Les), Étrange couleur des larmes de ton corps (L'), Incroyable alligator (L'), Toxic

### Edition 2013
New York 1997, Los Angeles 2013, Mystère du poisson volant (Le), Poupées du diable (Les), Hercule à la conquête de l'Atlantide, Légions de la Cléopâtre (Les), Elle s'appelait Scorpion, Electra Glide in Blue, Elmer, le remue-méninges, Django, le proscrit, Sukiyaki Western Django

### Edition 2012
Jean Rollin, le rêveur égaré, Démoniaques (Les), Brune et moi (La), Homme-léopard (L'), Last Caress, Mouche noire (La), Rayon invisible (Le), Forbidden Zone, Moulin des supplices (Le), Bête aveugle (La), Retour de Flesh Gordon (Le), Charlots contre Dracula (Les), Bloody Mama, Coffy, panthère noire de Harlem

### Edition 2011
Théorie de la religion, Yeux sans visage (Les), Monstres de l'espace (Les), Cirque des vampires (Le), Planète interdite, Sadique Baron von Klaus (Le), Attaque de la moussaka géante (L'), Lust in the Dust, Course à la mort de l'an 2000 (La)
Notamment, une sélection de films du Festival Fantasia 2010 est présentée :
- King Chicken, de Nicolas Bolduc (2009 – 7 min)
- A vif, de Cynthia Tremblay (2009 – 10 min)
- Fringale nocturne, de Françoise Provencher (concours CACOUMADEPUDEM, des étudiants et étudiantes en physique de l'Université de Montréal[6]) (2010 – 3 min)
- The Greens, de Serge Marcotte (2010 – 17 min)
- Les Québecers contre les zombies 2, de Louis Allard (2009 – 10 min)
- Danse macabre, de Pedro Pires (2009 – 9 min)

### Edition 2010
Amer, Invasion des profanateurs de sépultures (L'), Temps du massacre (Le), Hercule contre les vampires, Chambre des tortures (La), Reefer, Madness, the Musical, Plan 9 from Outer Space, Chair pour Frankenstein, Ilsa, la louve des SS

### Edition 2009
Cauchemar de Dracula (Le), Bossu de la morgue (Le), Chose d'un autre monde (La), Robots  2000, odyssée sous-marine, Super Inframan